# 常山之战
常山之战，天宝十五载（756年）二月，唐朝河东节度使李光弼在常山（今河北正定）大败燕军史思明部的作战。
李光弼以左兵马使随同朔方节度使郭子仪率领朔方军东出，击败安禄山大同军使高秀岩。被郭子仪推荐，升任河东节度使。天宝十五载二月初二，李光弼率番、汉步骑万余人，太原弩手三千人，东出井陉，直捣常山，当时，史思明率数万大军攻饶阳二十余日不克，常山兵力空虚。二月初五，李光弼率军进至常山郡。常山城内三千团练兵倒戈，抓住守将安思文出降，李光弼随即入城。史思明知道常山失守，立即放弃围困饶阳，亲率二万骑兵直奔常山。第二天天没有亮，他的前锋部队抵达常山城下，史思明率领大军相继到达，立即指挥攻城。李光弼派五千步卒从东门出战，叛军堵门不退。李光弼令五百弩手从城上万箭齐发，叛军死伤很多，被迫稍稍退兵。李光弼再派弓箭手一千人，分为四队，轮流不断放箭，杀伤燕军甚重，燕军抵挡不住，只得收军北退。李光弼派兵五千人出城，每人持一长枪，夹滹沱河相迎，叛军中箭者大半，只好后退。这时，李光弼闻报有叛军五千步兵从饶阳而来，一昼夜行一百七十里，正在常山东南九门县南面的逢壁休息。李光弼于是派步骑各二千人，偃旗息鼓，沿河潜行。抵达逢壁，叛军正在吃饭，唐军乘机杀去，斩杀殆尽。史思明知道后大惊失色，只好撤军退入九门。这样常山郡九县，有七县归附唐军，只有九门县和藁城县尚在燕军手中。